# マドンナのスーザンを探して
『マドンナのスーザンを探して』（原題：Desperately Seeking Susan）は、1985年製作のアメリカ合衆国のコメディ映画。
邦題とは違い、マドンナは助演で、出番も少ない。
ロザンナ・アークエットは第39回英国アカデミー賞で助演女優賞を受賞した。
ユニバーサル・スタジオ・ジャパンのニューヨーク・エリアに｢STDフレイトターミナル｣の映画撮影セットがある。

## あらすじ
28歳の平凡な主婦ロバータ・グラスはある日、美容院で読んでいた新聞に「スーザンを探している」という奇妙な広告を見つける。夫ゲイリーとの退屈な生活に辟易していた彼女はその広告に強く惹かれ、スーザンを探す事を決意する。
一方、そのスーザンは、街で知り合った男と一夜を共にし、翌朝、いたずらのつもりで男のバッグからイヤリングをかすめ取る。しかし、その男は泥棒で、イヤリングは盗品だったことから、ロバータはスーザンに間違えられて狙われる事になり、さらに転倒して頭を打ち、自分が誰だか分からなくなってしまう。
ロバータはスーザンの保護を依頼されたデズという男に助けられ、彼女をスーザンと思ったデズのアパートヘ連れて行かれる。一方、スーザンはロバータの失踪をきっかけにゲイリーと知り合う。
やがて、この2組は「バーで待つ」と新聞の消息欄に惹かれて、あるバーで鉢合わせとなる。

## キャスト
| 役名                 | 俳優 | 日本語吹替 |
| -------------------- | --- | --- |
| ロバータ・グラス     | ロザンナ・アークエット | 土井美加 |
| デズ                 | エイダン・クイン | 鈴置洋孝 |
| スーザン             | マドンナ | 松本梨香 |
| ゲイリー・グラス     | マーク・ブラム | 安原義人 |
| ジム・ダンディ       | ロバート・ジョイ | 速水奨 |
| レスリー・グラス     | ローリー・メトカーフ | 横尾まり |
| ウェイン・ノーラン   | ウィル・パットン | |
| レイ                 | ジョン・タトゥーロ | |
| その他               | アンナ・レヴィン ピーター・マロニー リチャード・エドソン ジャンカルロ・エスポジート アン・マグナソン スティーヴン・ライト アン・カーライル | 塚田正昭、神山卓三 火野カチコ、辻親八 神山卓三、星野充昭 津田英三、西村知道 木藤聡子、荒川太郎 さとうあい、林一夫 叶木翔子、喜田あゆ美 |
| 日本語版制作スタッフ | | |
| 演出                 | 演出 | 木村絵理子 |
| 翻訳                 | 翻訳 | 山田ユキ |
| 効果                 | 効果 | リレーション |
| 制作                 | 制作 | 東北新社 |
| 初回放送             | 初回放送 | 1991年10月12日 テレビ朝日 『ウイークエンドシアター』                                                                                   |

## ミュージカル
ロックバンド、ブロンディのヒット曲に乗せて舞台化した。2008年ウエストエンドで初演。
スタッフ
音楽・作詞＝ブロンディ
台本・原案＝ピーター・マイケル・マリーノ
追加曲＝デボラ・ハリー／クリス・スタイン
オリジナル編曲＝マーティン・コッチ

### 日本版
タイトルは原題に近い「スーザンを探して」。日本版の演出・翻訳・訳詞はG2。
公演期間
2009年1月6日-3月5日　シアタークリエ
キャスト
- ロバータ - 保坂知寿
- スーザン - 真琴つばさ・香寿たつき(Wキャスト)
- デズ - 加藤久仁彦
- ジェイ - 吉野圭吾
- テリー - 山路和弘
- その他 - コング桑田／藤沢美沙／馬場徹／大浦みずき　ほか